# دابرلی (لوئیزیانا)
دابرلی (به انگلیسی: Dubberly) شهری در ایالت لوئیزیانا کشور ایالات متحده آمریکا است که جمعیت آن در سرشماری سال ۲۰۱۰ میلادی، ۲۷۳ نفر بوده‌است.